# Alklofenak
Alklofenak – organiczny związek chemiczny z grupy kwasów karboksylowych, niesteroidowy lek przeciwzapalny.